# 여름밤 소나기
《여름밤 소나기》는 정흠밴드 원곡이며 대한민국의 블루스 밴드 하 수상의 다섯번째 싱글이다. 이 곡은 같은 소속사인 정흠밴드와 콜라보 프로젝트로 진행되었으며, 두 팀의 버전으로 각각 발매되었다. 이 곡은 하 수상, 정흠밴드 콜라보 프로젝트의 마지막 곡이다. 절대적 명제에 컨트리 스타일을 오묘하게 섞어놓은 하 수상의 《여름밤 소나기》는 쏟아지는 악기들 속에서 차분한 노래를 들려준다.

## 수록곡
| #            | 제목                      | 작사           | 작곡           | 재생 시간 |
| ------------ | ------------------------- | -------------- | -------------- | --------- |
| 1.           | 〈여름밤 소나기〉         | 정민경, 임정우 | 정민경, 황명흠 | 3:26      |
| 2.           | 〈여름밤 소나기 (Inst.)〉 |                | 정민경, 황명흠 | 3:26      |
| 총 재생 시간 | 총 재생 시간              | 총 재생 시간   | 총 재생 시간   | 6:52      |